# Weltzeituhr

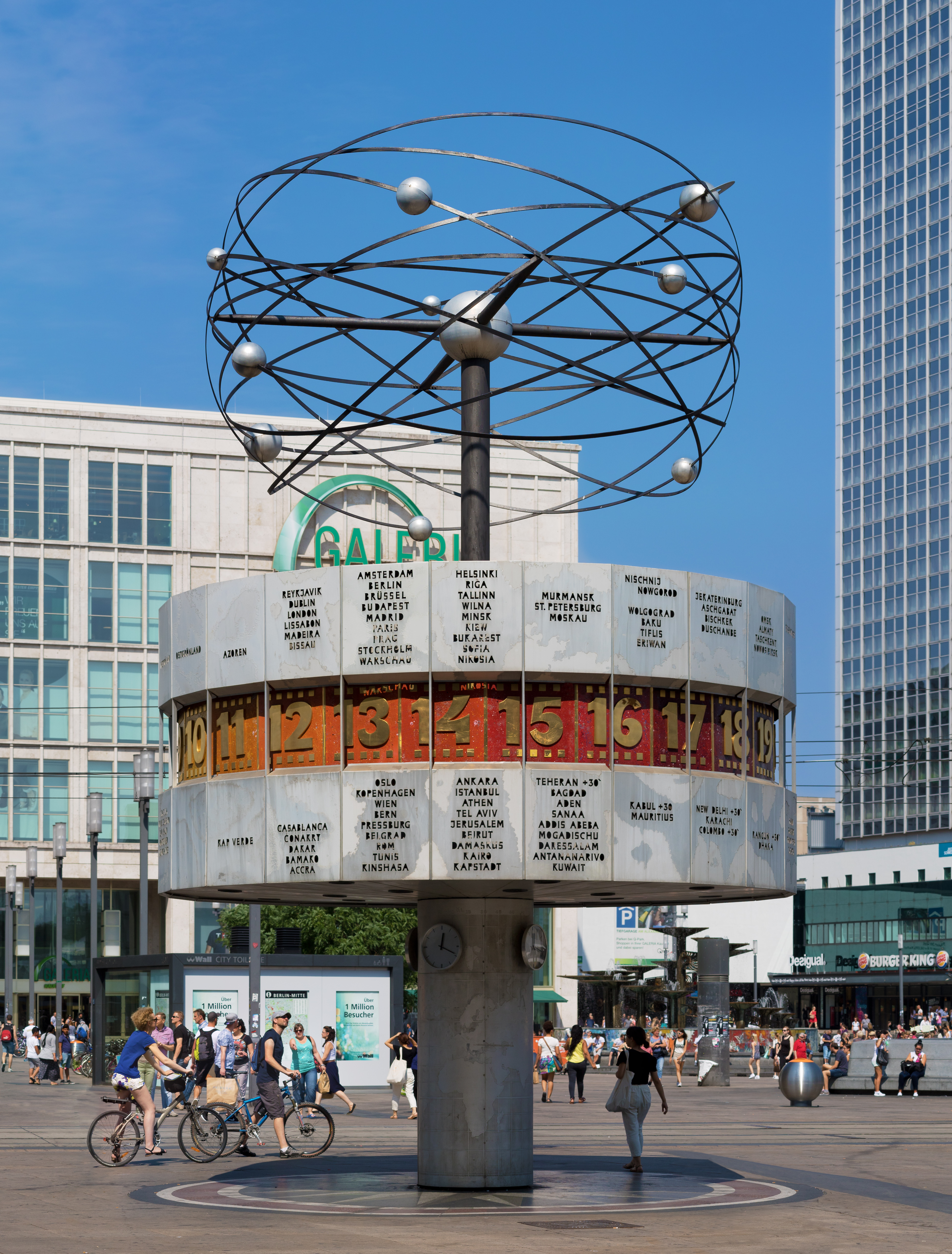
Die Urania-Weltzeituhr auf dem Alexanderplatz in Berlin.
Entwurf: Erich John

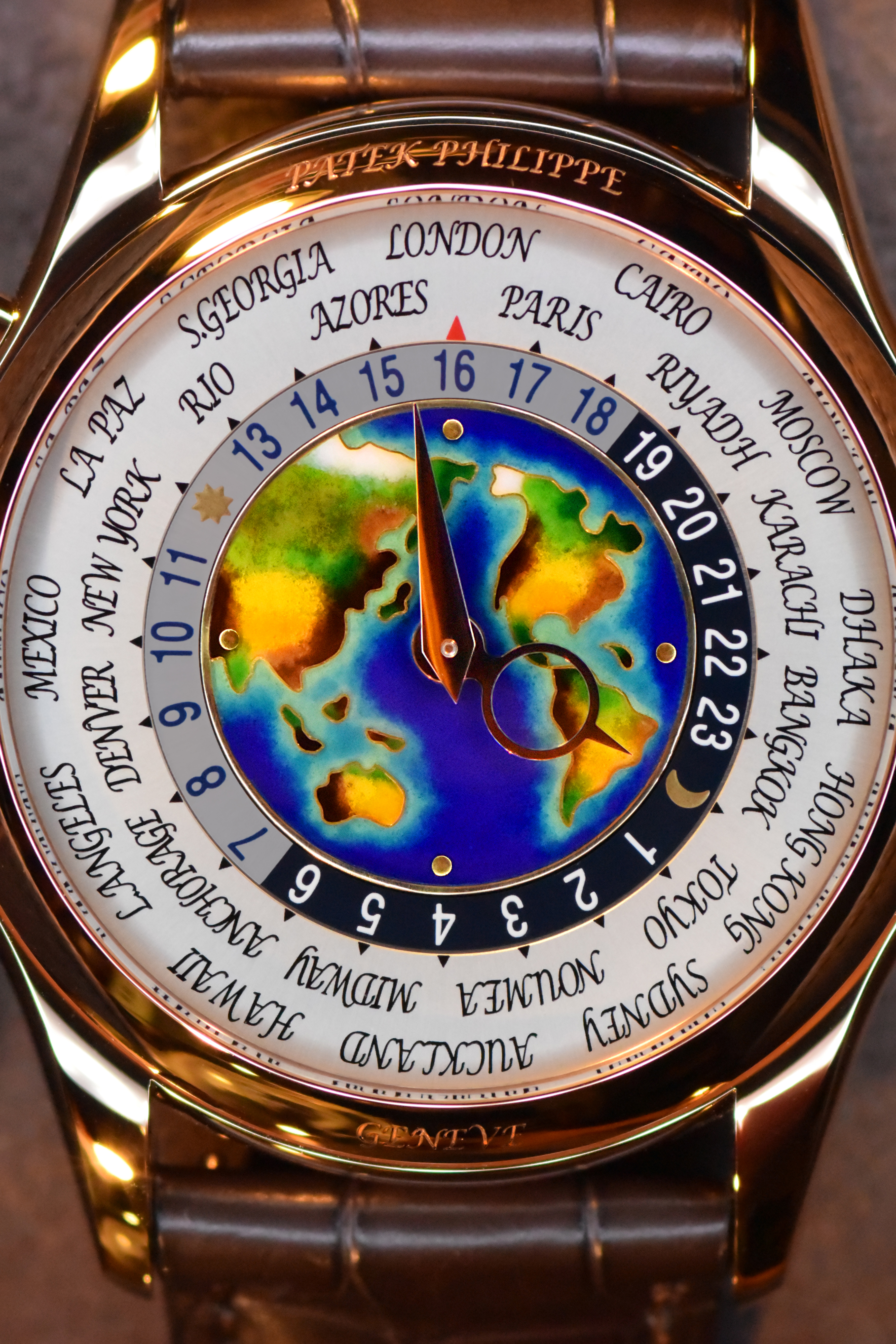
Mechanische Armbanduhr mit Weltzeitindikation (Heures Universelles)

Eine Weltzeituhr ist eine Uhr, die die Zeit von mehreren oder allen Zeitzonen der Welt anzeigt. Während Weltzeituhren in den vergangenen Jahrzehnten hauptsächlich aus größeren Installationen bestanden, existieren seit einigen Jahren immer mehr digitale Modelle, die teilweise auch auf einen Schreibtisch oder sogar ans Handgelenk passen und den eventuellen Datumswechsel mit berücksichtigen. Auch finden sich im Internet verschiedenste Webseiten, welche das Thema behandeln.
Die einfache Einteilung in 24 Zeitzonen (bei denen ausgehend vom Null-Meridian durch Greenwich sich die Zeit nach jeweils 15 Längengraden um eine Stunde verschiebt) wurde, erschwert durch lokal abweichende Sommerzeitumstellungen, unter Einfügung von Halbstundenschritten (insbesondere für den asiatischen Raum) auf 36 Zeitzonen erweitert.